# Libor Pešek
Libor Pešek, né le 22 juin 1933 à Prague (Tchécoslovaquie) et mort le 23 octobre 2022, est un chef d'orchestre tchèque.

## Biographie
À l'Académie musicale de Prague, Libor Pešek étudie la direction, le piano, le violoncelle et le trombone, avec pour professeurs Václav Smetáček et Karel Ančerl notamment. Il travaille ensuite aux opéras de Plzeň et Prague, puis fonde en 1958 l'Harmonie de chambre de Prague qu'il dirige jusqu'en 1964. Chef principal de l'Orchestre philharmonique slovaque entre 1981 et 1982, puis chef invité à l'Orchestre philharmonique tchèque de 1982 à 1990. Directeur musical de l'Orchestre philharmonique royal de Liverpool de 1987 à 1998, il dirige également d'autres orchestres en invité.
Il dirige l'orchestre symphonique national tchèque à partir de 2007.
Libor Pešek est surtout connu pour ses interprétations de la musique tchèque, notamment Josef Suk et Vitezslav Novák.

### Famille
Libor Pešek est le grand-oncle de l'acteur et chanteur Jiří Macháček (en).